# Comté de Sinoe
Le comté de Sinoe est l’un des 15 comtés du Libéria. Sa capitale est Greenville.

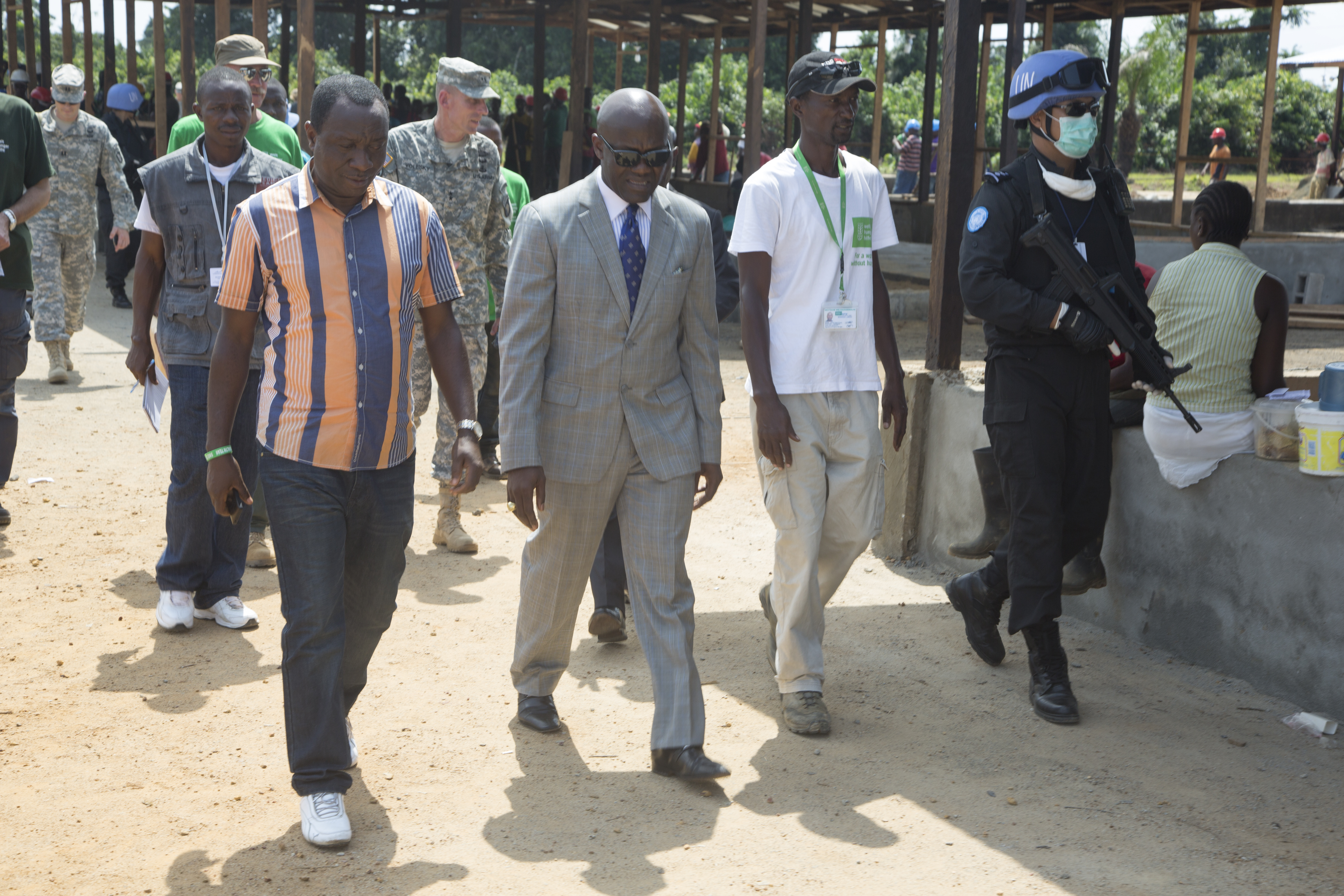
Mission de traitement d'Ebola à Greenville

## Géographie
Le comté de Sinoe est situé au sud-est du pays et possède une bordure océanique avec l'océan Atlantique.

## Districts
Le comté est constitué de 17 districts :
- District de Bodae
- District de Bokon
- District de Butaw
- District de Dugbe River
- District de Greenville
- District de Jaedae
- District de Jaedepo
- District de Juarzon
- District de Kpayan
- District de Kulu Shaw Boe
- District de Plahn Nyarn
- District de Pynes Town
- District de Sanquin 1
- District de Sanquin 2
- District de Sanquin 3
- District de Seekon
- District de Wedjah

Historiquement, il était divisé en 7 districts :
- District de Butaw
- District de Dugbe River
- District de Greenville
- District de Jaedae Jaedepo
- District de Juarzon
- District de Kpayan
- District de Pyneston